# مانوئل ویدال (بازیکن فوتبال)
مانوئل ویدال (انگلیسی: Manuel Vidal; ۱۵ اکتبر ۱۹۰۱ – ۱۷ ژوئن ۱۹۶۵) بازیکن فوتبال، و سرمربی (فوتبال) اهل اسپانیا بود.
از باشگاه‌هایی که در آن بازی کرده‌است می‌توان به باشگاه فوتبال اتلتیکو مادرید، باشگاه فوتبال رئال مورسیا، باشگاه فوتبال اتلتیک بیلبائو، و باشگاه فوتبال بارسلونا اشاره کرد.